# 金瑜
金瑜（1469年—？），字琢之，江西吉安府永豐縣人，民籍，明朝政治人物。

## 生平
弘治八年（1495年）乙卯科江西鄉試第六十二名舉人。弘治十八年（1505年）中式乙丑科會試第一百六十六名，三甲第一百零三名進士。官大理寺评事。

## 家族
曾祖金文鐸，贈員外郎；祖父金章，刑部員外郎；父金固，母鄒氏。具庆下。